# Карук (язык)
Карук или карок — исчезающий язык-изолят, распространённый на северо-западе Калифорнии (США) среди племени карук. Большинство членов данного племени перешло на английский язык.
Лингвист Уильям Брайт занимался изучением языка, и это оживило интерес к нему в среде самих носителей. По переписи 2000 г. носителями являлось 55 человек в возрасте от 5 до 17, из них 10 владеют английским в ограниченном объёме.

## Классификация
Предлагалось включить язык карук в гипотетическую хоканскую макросемью.
Друкер отмечал, что хотя индейские культуры карок, юрок и хупа на северном побережье Тихого океана были во многом похожи, между их языками не имелось ничего общего, и что родство карукского языка с другими языками установить не удалось.

## Фонология

### Гласные
|                  | Передний ряд | Передний ряд | Средний ряд | Средний ряд | Задний ряд | Задний ряд |
| краткие          | долгие       | краткие      | долгие      | краткие     | долгие     |            |
| ---------------- | ------------ | ------------ | ----------- | ----------- | ---------- | ---------- |
| Закрытые гласные | i            | iː           |             |             | u          | uː         |
| Средние гласные  |              | eː           |             |             |            | oː         |
| Открытые гласные |              |              | a           | aː          |            |            |

### Согласные
|             | Билабиальные | Лабиодентальные | Дентальные | Альвеолярные | Палатальные или постальвеолярные | Велярные | Глоттальные |
| ----------- | ------------ | --------------- | ---------- | ------------ | -------------------------------- | -------- | ----------- |
| Назальные   | m            |                 |            | n            |                                  |          |             |
| Взрывные    | p            |                 |            | t            | tʃ                               | k        | ʔ           |
| Фрикативные | β            | f               | θ          | s            | (ʃ)                              | x        | h           |
| Flap        |              |                 |            | ɾ            |                                  |          |             |
| Щелевые     |              |                 |            |              | j                                |          |             |

## Грамматика
Карук — полисинтетический язык, то есть одно слово может вмещать информацию, которая в других языках передаётся целым предложением